# Кипарис Зарбін Санґан
Кипарис Зарбін Санґан — дерево виду кипарис, яке розташоване в провінції Систан і Белуджистан за 45 кілометрів від міста Хаш. Його висота становить близько 30 метрів, а діаметр стовбура приблизно 3 м. Занесений до списку Національних пам'яток природи Ірану. Його вік оцінюють у 2000 років.
Кипариси для зороастрійців були деревами життя й переважно їх саджали мобади. Після приходу ісламу жителі регіону, для того, щоб дерево не знищували, змінили йому ім'я на Дерево Міра Омара, а потім стали називати його Соль.  У минулому це дерево було для людей святинею і місцем для роздумів над сенсом буття.